# Sten Sture den yngres krig mot Danmark
Sten Sture den yngres krig mot Danmark, kallas den konflikt som varade 1512–1520 och var en del av unionskrigen vid tiden för Kalmarunionen. Kriget stod mellan unionsmotståndarna och den danske kungen Hans, senare hans son Kristian II, och slutade år 1520 sedan Sten Sture den yngre avlidit till följd av skador vid slaget på Åsundens is och Kristian II tågat in i Stockholm i september samma år.

## Bakgrund
När Svante Nilsson (Sture) dog år 1512 tog den 19-årige sonen Sten Sture den yngre över riksföreståndarskapet. Det danskvänliga riksrådet hade emellertid valt Erik Trolle som riksföreståndare i januari men tvingades att återta det beslutet eftersom Sten Sture den yngre då redan hade allmogen på sin sida och kontrollerade de mest betydande fästena.

## Krigets gång

### Åren 1512–1516
I början av år 1512 rådde formellt krigstillstånd, men den militära aktiviteten var låg. Den 23 april 1512 slöts ett stillestånd i Malmö, vilket skulle vara fram till midsommar år 1513. Stilleståndet kom senare att förlängas fram till midsommar år 1514. Svenskarna ställdes inför två alternativ – antingen välja den danske kungen till kung också i Sverige, eller betala en årlig tribut till Danmark. Inget av alternativen tilltalade svenskarna, varför frågan förhalades, bland annat genom ett möte den 29 juli 1515.
Den 20 februari 1513 dog den danske kungen Hans och efterträddes av sonen Kristian. Kristian hade redan år 1497 valts till tronföljare i Sverige.
Danskarna tröttnade på svenskarnas förhalningar och inledde under våren 1516 rustningar inför ett anfall. Anfallet skulle samordnas med en aktion mot Sten Sture, initierad av hans politiska motståndare ärkebiskopen Gustav Trolle, dennes far Erik Trolle, Sten Kristiernsson och Nils Bosson. Den svenska aktionen syftade till att sätta Kristian II på den svenska tronen. Oppositionsledaren Gustav Trolles far Erik Arvidsson hade av riksrådet valts till riksföreståndare efter Svante Nilssons död, men valet hade omintetgjorts av Sten Sture. Denne hade försäkrat sig om trohet från fogdarna i faderns största fataburslän Stockholm, Åbo, Västerås och Borgholm och försökte lägga beslag på uppburen skatt. Valet av riksföreståndare sköts upp till efter fredsförhandlingarna med Danmark, i utbyte mot att styrelsen överläts till ett rådsutskott och att Sten Sture avstod från den uppburna skatten.

### År 1517
I maj 1517 avseglade den danska flottan från Köpenhamn mot Stockholm. Under färden anfölls Västervik och Stegeholm, varvid staden skövlades och brändes ner. Söderköping brandskattades och härjningar skedde längs Smålands och Östergötlands kuster.
Den danska flottan ankom till Stockholm den 3 augusti och gick iland vid Ladugårdsgärde. Sten Stures rytteri mötte danskarna vid Vädla, vilket resulterade i en svensk seger. Den danska flottan avseglade därefter.
Vid ett riksmöte i Stockholm i november beslöts att Gustav Trolle skulle avsättas som ärkebiskop och att Almarestäket, som  innehades av Trolle, skulle rivas. Det var vid detta tillfälle som biskopen i Linköping, Hans Brask, satte en lapp under sitt sigill, den så kallade brasklappen.
Efter avsättandet som ärkebiskop skaffade Gustav Trolle en bannbulla mot Sten Sture och biskopen i Roskilde bannlyste honom, efter övertalning av Kristian II.

### År 1518
Sten Sture sände i början av år 1518 trupper till Västergötland, vilka skulle anfalla danskarna. Danskarna lyckades genom förhandlingar undvika strid.
Den 6 juni avseglade Kristian II med en ny här mot Stockholm, dit de anlände vid midsommartid. De upprättade ett läger på Brunkebergsåsen, men förflyttade sig senare till Södermalm, där det var lättare att försvara sig, men där de också kunde beskjuta Stockholm med kanoner. Två danska stormningsförsök slogs tillbaka, varefter Sten Sture beslöt att anfalla Kristian II:s trupper från söder. I slutet av juli stod slaget vid Brännkyrka, vilket vanns av svenskarna, dock med förluster av omkring 1 600 personer.
Danskarna drog sig tillbaka till Södermalm, där de belägrades. Efter sex veckor medförde livsmedelsbrist att Kristian II avseglade för att skaffa proviant, men under sina försök till proviantering anfölls de av Sten Stures styrkor.
Förhandlingar inleddes i slutet av augusti. Kristian II framförde önskemål om ett personligt samtal med Sten Sture i Österhaninge kyrka. Som säkerhet utväxlades en gisslan från båda sidor. Från svensk sida utväxlades Hemming Gadh, Gustav Eriksson Vasa, Lars Sparre, Jöran Sparre, Olof Ryning och Bengt Nilsson. Något samtal blev inte av och danskarna avseglade i början av oktober med den svenska gisslan ombord.

### År 1519
I januari år 1519 gick Kristian II:s trupper in i Västergötland. Som hämnd marscherade Erik Abrahamsson mot norra Halland och Bohuslän. Under sommaren skedde strider i södra Sverige, bland annat anföll Sören Norby Öland och intog Borgholms slott. Ett svenskt försök att återta Borgholm misslyckades, liksom försöket att inta Älvsborg.

### År 1520
Ett kraftigt danskt anfall skedde i januari år 1520. Från Helsingborg bröt danska trupper in i Småland och gick därefter vidare mot Östergötland. När Sten Sture nåddes av uppgifterna om det danska anfallet marscherade han mot Västergötland, där ett försvar av Bogesund vid sjön Åsunden förbereddes.
Den 19 januari anföll danskarna Sten Stures ställningar vid slaget på Åsundens is, varvid Sten Sture träffades av en projektil och föll svårt sårad av sin häst. Därefter upplöstes den svenska hären snabbt till följd av brist på ledarskap. Den 3 februari avled Sten Sture till följd av skadorna. De danska trupperna avancerade vidare in i Västergötland och Bogesund, Falköping, Skövde och Skara brändes.
Den 6 mars skedde förhandlingar mellan Otto Krumpen och det svenska riksrådet i Uppsala, vilket resulterade i att rådet svor trohet till Kristian II.

## Följder
De svenska bondearméerna fortsatte striderna mot danskarna, bland annat anfölls den danska belägringsstyrkan vid Västerås slott och den 29 mars 1520 stod slaget vid Badelundaåsen öster om Västerås.
Den 6 april anfölls Uppsala av en stor bondestyrka, vilken förstärkts av folk från Stockholm. Efter inledande framgångar för bönderna, slutade striden med dansk seger.
Kristian inledde förhandlingar med Hansan, som försåg Stockholm med proviant, och fick den att avstå från att hjälpa Sten Stures anhängare och sluta anlöpa Stockholm.
I maj 1520 kom Kristian II till Stockholm, som försvarades av Sten Stures änka Kristina Nilsdotter. En belägring inleddes, men den var resultatlös. Först sedan Hemming Gadh gått över till den danska sidan och inlett kapitulationsförhandlingar med Kristina Nilsdotter den 2 september, kunde Kristian II tåga in i Stockholm den 7 september 1520.
Två månader senare inträffade Stockholms blodbad, varvid 80 motståndare mot kung Kristian avrättades. I december skedde de första upproren mot kung Kristian och år 1521 inleddes Befrielsekriget.